# Ocauçu
Ocauçu è un comune del Brasile nello Stato di San Paolo, parte della mesoregione di Marília e della microregione omonima.